# Tatort: … und die Musi spielt dazu
… und die Musi spielt dazu ist ein Fernsehfilm aus der Krimireihe Tatort. Der vom Bayerischen Rundfunk produzierte Beitrag wurde am 11. Dezember 1994 im Ersten als 300. Folge der Reihe erstgesendet. Für die Kommissare Ivo Batic und Franz Leitmayr ist es ihr neunter Fall.

## Handlung
Die Volksmusiksendung Bunt ist die Welt soll aufgezeichnet werden. Im Vorfeld gibt es Ärger über die Abfolge der Auftritte. Als Nele Hinrichs, Aufnahmeleiterin und Assistentin des Filmproduzenten Aumann, Hermann Beck und seiner Tochter Jenny mitteilt, dass Anton Jäger, wie immer, der letzte Auftritt vorbehalten sei, reagiert vor allem Hermann Beck unwirsch. Kurz bevor der äußerst erfolgreiche Volksmusikstar Anton Jäger seinen Auftritt hat, erscheint in seiner Garderobe Jens Kühn, ein Boulevard-Journalist mit großen Einfluss in der Volksmusikbranche. Jens Kühn hält Anton Jäger ein „Verbrechen“ aus seiner Vergangenheit vor, das er publik machen werde. Darüber kommt es zu einem heftigen Streit zwischen den beiden, der darin gipfelt, dass der Reporter sich einen Stuhl schnappt und ihn dem Sänger über den Kopf schlägt. Anton Jäger bricht tot zusammen. Jens Kühn verlässt den Ort des Geschehens, ohne zu bemerken, dass Jenny Beck sieht, wie er Anton Jägers Garderobe verlässt.
Jenny Beck will, nachdem Anton Jäger tot aufgefunden worden ist, der Polizei ihre Beobachtung mitteilen, wird von ihrem Vater aber daran gehindert. Hermann Beck plant, Kapital aus dem Wissen der Tochter zu schlagen.
Die Kommissare Batic und Leitmayr werden mit den Ermittlungen beauftragt. Carlo Menzinger, der ebenfalls zum Team gehört, findet heraus, dass Jäger vor 15 Jahren in einen Unfall mit Fahrerflucht verwickelt war. Damals starb eine junge Frau. Franz Leitmayr sucht daraufhin den Zeugen Linke auf, dessen Frau Lucie seinerzeit die einzige Zeugin bei dem Unfall war. Lucie Linke ist inzwischen tot. Linke erzählt Leitmayr, dass seine Frau damals ihre Aussage zurückgezogen habe, da Anton Jäger ihr Geld geboten habe, und die junge Frau wäre durch die Zeugenaussage ja auch nicht wieder lebendig geworden. Auf Nachfrage erfährt der Kommissar auch noch, dass vor ein paar Tagen ein Reporter dagewesen sei, der alles ganz genau habe wissen wollen und ihm dafür „Bares“ gegeben habe. Es stellt sich heraus, dass das Jens Kühn war.
Hermann Beck hat Jens Kühn inzwischen auf den Kopf zugesagt, dass er der Mörder von Anton Jäger sei. Er verlangt von dem Journalisten, dass er dafür zu sorgen habe, dass in seiner Zeitung ein großer Artikel mit Bildern von Jenny und der gesamten Familie erscheinen müsse. Darin solle er seine ehrverletzenden in den Raum gestellten Äußerungen, die Jennys Karriere sehr geschadet hätten, zurücknehmen. Jens Kühn hatte seinerzeit in seinen Artikeln lanciert, dass die damaligen Schwierigkeiten in Becks Ehe, darauf zurückzuführen seien, dass Beck und seine Tochter ein intimes Verhältnis hätten. Kühn war bisher in der Volksmusik so etwas wie die letzte Instanz. „Daumen rauf – Daumen runter“, konnte über eine Karriere entscheiden. Die Volksmusiksängerin Ellen Wagner titulierte ihn als den „Reich-Ranicki der Volksmusik“.
Nach einem unerfreulichen Gespräch mit Kühn, lässt sich Batic gegenüber einer Reporterin zu einer unüberlegten Bemerkung hinreißen, die Kühn in Misskredit bringt. Als die Zeitungen tags darauf darüber berichten, wird Jens Kühn von seinem Chefredakteur Dr. Meyer vorläufig beurlaubt, also fallengelassen.
Jenny, die von Jens Kühn bereits einmal massiv bedroht worden war, nimmt gerade einen neuen Titel im Studio auf, als Kühn erscheint und den Toningenieur unter einem Vorwand aus dem Studio lockt. Als die junge Frau den Journalisten sieht, erschrickt sie zu Tode und flüchtet, Kühn folgt ihr. Inzwischen sind auch Batic, Nele Hinrichs und Hermann Beck im Studio eingetroffen. Geistesgegenwärtig schaltet Nele in dem dunklen Studio die Beleuchtung ein. Jens Kühn kann festgenommen werden.

## Rezeption

### Einschaltquoten
Die Erstausstrahlung von … und die Musi spielt dazu am 11. Dezember 1994 wurde in Deutschland von 7,28 Millionen Zuschauern gesehen und erreichte einen Marktanteil von 22,9 % für Das Erste.

### DVD
Diesen Fall gibt es zusammen mit drei weiteren Fällen von Batic und Leitmayr seit dem 25. Februar 2010 auf DVD, herausgegeben von Walt Disney Studios Home Entertainment: Tatort München, Batic/Leitmayr-Box, vier ihrer besten Fälle. Die weiteren Fälle: Norbert, Viktualienmarkt und Ein mörderisches Märchen.

### Kritiken
TV Spielfilm urteilt: „Satireprofi Hanns Christian Müller (‚Kehraus‘) drehte dieses Highlight. Spaß für Freunde und Feinde der Volksmusik.“

## Trivia
Die Toten Hosen haben im Rahmen der Vorbereitungen der fiktiven Volksmusiksendung einen Auftritt als Seemannsquintett „Andi Frege und seine Wasserratten“ in Matrosenanzügen. Die Wellküren und die Biermösl Blosn geben die Begleitmusiker für Jenny Beck. Der reale leitende Redakteur der Süddeutschen Zeitung, Herbert Riehl-Heyse, verabschiedet seinen Kollegen Jens Kühn nach dessen Beurlaubung durch den Chefredakteur – „Wir geh’n dann mal auf a Bier mitanand.“ Weiter wirken im Film Reinhard Reißner und seine Pfalz-Neuburger Musikanten, die Fidelen Münchner und die Bavaria Band mit.